# Platyrrhacus pergranulatus
Platyrrhacus pergranulatus är en mångfotingart som först beskrevs av Filippo Silvestri 1897.  Platyrrhacus pergranulatus ingår i släktet Platyrrhacus och familjen Platyrhacidae. Inga underarter finns listade i Catalogue of Life.